# Adenomus kandianus
Adenomus kandianus är en groddjursart som först beskrevs av Günther 1872.  Adenomus kandianus ingår i släktet Adenomus och familjen paddor. IUCN kategoriserar arten globalt som akut hotad. Inga underarter finns listade i Catalogue of Life.